# The Ring: Krąg 2
The Ring: Krąg 2 (jap. リング2 Ringu 2) – japoński horror z 1999 roku w reżyserii Hideo Nakata. Kontynuacja filmu The Ring: Krąg z 1998 roku.

## Opis fabuły
Trwa dochodzenie w sprawie klątwy, która powoduje, że każdy kto obejrzał film staje się jego ofiarą – o ile wcześniej nie obejrzy go kolejna osoba. Ze studni zamurowanej rzekomo przed trzydziestu laty zostaje wydobyte ciało kobiety. Z autopsji wynika, że zmarła nie dalej niż przed rokiem.

## Obsada
- Miki Nakatani jako Mai Takano
- Nanako Matsushima jako Reiko Asakawa
- Rikiya Otaka jako Yoichi Asakawa
- Yūrei Yanagi jako Okazaki
- Mebuki Tsuchida jako Sadako Yamamura (dziecko)
- Rie Enoo jako dorosła Sadako Yamamura
- Masako jako Shizuko Yamamura
- Yoichi Numata jako Takaishi Yamamura
- Hiroyuki Sanada jako Ryuji Takayama
- Fumiyo Kohinata jako doktor Kawajiri
- Kyoko Fukada jako Kanae Sawaguchi
- Hitomi Sato jako Masami Kurahashi